# Michael Preston
Michael Preston (Jack Davies; 14 de mayo de 1938) es un actor y cantante británico.

## Vida y carrera
Preston nació en Hackney, Londres. Inicialmente se desempeñó como boxeador y más tarde incursionó en el mundo de la música y la actuación. Apareció en la serie de televisión Oh Boy! y su tercera producción discográfica, "Dirty Old Town" (1959) fue producida por Joe Meek. Logró ubicar tres sencillos en el Top 40 de la lista de éxitos británica UK Singles Chart, incluyendo un No. 12 con su versión de la canción "Mr. Blue" en noviembre de 1959, antes de emigrar a Australia donde trabajó como cantante en bares nocturnos. 
Más tarde empezó a desempeñarse como presentador de televisión y actor en ese país. Su primer papel importante ocurrió en la serie de televisión policíaca Homicide como el detective Bob Delaney entre 1972 y 1973. Más tarde interpretó un papel recurrente en la telenovela Bellbird como John Kramer entre 1974 y 1976. En 1984 interpretó a Alex Shaw en la serie Hot Pursuit. Tuvo participaciones menores en importantes series como The A-Team, Airwolf, Baywatch Nights y Highlander: The Series. En cine apareció en películas en la década de 1980 como Mad Max 2, Surabaya Conspiracy y Metalstorm: The Destruction of Jared-Syn.

## Filmografía seleccionada

### Cine y televisión
- Surabaya Conspiracy (1969) - Steven Blessing
- Barney (1976) - O'Shaughnessy
- The Last of the Knucklemen (1979) - Pansy
- Maybe This Time (1981) - Paddy
- Mad Max 2 (1981) - Pappagallo
- Duet for Four (1982) - Ray Martin
- Metalstorm: The Destruction of Jared-Syn (1983) - Jared-Syn
- A Caribbean Mystery (1983, TV) - Arthur Jackson
- Blade in Hong Kong (1985, TV) - Charters
- J.O.E. and the Colonel (1985, TV) - Schaefer
- Mickey Spillane's Mike Hammer (1986, TV) - David 'Dak' Anson Kola
- AIRWOLF (1987, TV) - Jack Ware
- Fame (1987, TV) - Jack Ware
- Harry's Hong Kong (1987, TV) - Max Trumble
- The Long Journey Home (1987, TV) - Frank Mota
- Perry Mason: The Case of the Lady in the Lake (1988, TV) - Waiter
- Exile (1990, TV) - Rupe Murphy
- Renegade (1995, TV) - Nick Schneider
- Steel (1997) - Weston
- The Getaway (2002) - Harry 'The Hat' (voz)